# Handball beim Europäischen Olympischen Jugendfestival
Handball beim Europäischen Olympischen Jugendfestival gehört seit 1995 zum Programm der Spiele. Es wird jeweils für Mädchen und Jungen der Altersklasse U17 ein Turnier abgehalten.

## Jungen
| Jahr | Gastgeberland          | Teams                                                 | 1. Platz                                              | 2. Platz                                              | 3. Platz                                              |
| ---- | ---------------------- | ----------------------------------------------------- | ----------------------------------------------------- | ----------------------------------------------------- | ----------------------------------------------------- |
| 1995 | Vereinigtes Königreich | 8                                                     | ?                                                     | ?                                                     | ?                                                     |
| 1997 | Portugal               | 8                                                     | Dänemark                                              | Spanien                                               | Portugal                                              |
| 1999 | Dänemark               | 8                                                     | ?                                                     | ?                                                     | ?                                                     |
| 2001 | Spanien                | 8                                                     | Spanien                                               | Slowenien                                             | Serbien und Montenegro                                |
| 2003 | Frankreich             | 8                                                     | Spanien                                               | Russland                                              | Frankreich                                            |
| 2005 | Italien                | Es wurde kein Handballturnier für Jungen ausgetragen. | Es wurde kein Handballturnier für Jungen ausgetragen. | Es wurde kein Handballturnier für Jungen ausgetragen. | Es wurde kein Handballturnier für Jungen ausgetragen. |
| 2007 | Serbien                | Es wurde kein Handballturnier für Jungen ausgetragen. | Es wurde kein Handballturnier für Jungen ausgetragen. | Es wurde kein Handballturnier für Jungen ausgetragen. | Es wurde kein Handballturnier für Jungen ausgetragen. |
| 2009 | Finnland               | 8                                                     | Frankreich                                            | Dänemark                                              | Kroatien                                              |
| 2011 | Türkei                 | 8                                                     | Dänemark                                              | Deutschland                                           | Serbien                                               |
| 2013 | Niederlande            | 8                                                     | Slowenien                                             | Norwegen                                              | Schweden                                              |
| 2015 | Georgien               | 8                                                     | Frankreich                                            | Slowenien                                             | Deutschland                                           |
| 2017 | Ungarn                 | 8                                                     | Deutschland                                           | Slowenien                                             | Kroatien                                              |
| 2019 | Aserbaidschan          | 8                                                     | Kroatien                                              | Deutschland                                           | Dänemark                                              |
| 2021 | Slowakei               | 8                                                     | Deutschland                                           | Dänemark                                              | Portugal                                              |
| 2023 | Slowenien              | 8                                                     | Deutschland                                           | Slowenien                                             | Ungarn                                                |
| 2025 | Nordmazedonien         | 8                                                     | Island                                                | Deutschland                                           | Kroatien                                              |

## Mädchen
| Jahr | Gastgeberland          | Teams                                                  | 1. Platz                                               | 2. Platz                                               | 3. Platz                                               |
| ---- | ---------------------- | ------------------------------------------------------ | ------------------------------------------------------ | ------------------------------------------------------ | ------------------------------------------------------ |
| 1995 | Vereinigtes Königreich | 8                                                      | ?                                                      | ?                                                      | ?                                                      |
| 1997 | Portugal               | 8                                                      | Dänemark                                               | ?                                                      | ?                                                      |
| 1999 | Dänemark               | 8                                                      | Dänemark                                               | Norwegen                                               | Litauen                                                |
| 2001 | Spanien                | Es wurde kein Handballturnier für Mädchen ausgetragen. | Es wurde kein Handballturnier für Mädchen ausgetragen. | Es wurde kein Handballturnier für Mädchen ausgetragen. | Es wurde kein Handballturnier für Mädchen ausgetragen. |
| 2003 | Frankreich             | Es wurde kein Handballturnier für Mädchen ausgetragen. | Es wurde kein Handballturnier für Mädchen ausgetragen. | Es wurde kein Handballturnier für Mädchen ausgetragen. | Es wurde kein Handballturnier für Mädchen ausgetragen. |
| 2005 | Italien                | 8                                                      | Russland                                               | Norwegen                                               | Dänemark                                               |
| 2007 | Serbien                | 8                                                      | Russland                                               | Norwegen                                               | Dänemark                                               |
| 2009 | Finnland               | 8                                                      | Russland                                               | Slowakei                                               | Dänemark                                               |
| 2011 | Türkei                 | 8                                                      | Russland                                               | Schweden                                               | Dänemark                                               |
| 2013 | Niederlande            | 8                                                      | Dänemark                                               | Russland                                               | Deutschland                                            |
| 2015 | Georgien               | 8                                                      | Russland                                               | Dänemark                                               | Norwegen                                               |
| 2017 | Ungarn                 | 8                                                      | Ungarn                                                 | Rumänien                                               | Dänemark                                               |
| 2019 | Aserbaidschan          | 8                                                      | Frankreich                                             | Niederlande                                            | Ungarn                                                 |
| 2021 | Slowakei               | 8                                                      | Ungarn                                                 | Dänemark                                               | Norwegen                                               |
| 2023 | Slowenien              | 8                                                      | Frankreich                                             | Rumänien                                               | Polen                                                  |
| 2025 | Nordmazedonien         | 8                                                      | Deutschland                                            | Schweiz                                                | Island                                                 |